# Layrisse
Layrisse – miejscowość i gmina we Francji, w regionie Oksytania, w departamencie Pireneje Wysokie.
Według danych na rok 1990 gminę zamieszkiwało 140 osób, a gęstość zaludnienia wynosiła 42 osoby/km² (wśród 3020 gmin regionu Midi-Pyrénées Layrisse plasuje się na 923. miejscu pod względem liczby ludności, natomiast pod względem powierzchni na miejscu 1624.).